# ФК Јастребац Пролетер
Јастребац Пролетер је фудбалски клуб из Ниша, Србија. Такмичи се у Првој Нишкој лиги.

## Историја клуба
Клуб је играо у Првој лиги СР Југославије 1993/94.

## Познати играчи
- Ивица Краљ